# Сантьягу-да-Гуарда
Сантьягу-да-Гуарда (порт. Santiago da Guarda)  —  район (фрегезия) в Португалии,  входит в округ Лейрия. Является составной частью муниципалитета  Ансьян. По старому административному делению входил в провинцию Бейра-Литорал. Входит в экономико-статистический  субрегион Пиньял-Интериор-Норте, который входит в Центральный регион. Население составляет 3211 человек на 2001 год. Занимает площадь 42,50 км².